# Aspartylglukosaminurie
Die Aspartylglukosaminurie ist eine sehr seltene angeborene, zu den Oligosaccharidosen gehörende  lysosomale Speicherkrankheit, die hauptsächlich in Finnland auftritt mit dem Hauptmerkmal einer fortschreitenden Einschränkung der intellektuellen Leistungsfähigkeit.
Synonyme sind: Aspartyl-Glukosaminidase-Mangel; englisch AGA deficiency; aspartylglucosamidase deficiency; Aspartylglucosaminidase deficiency; glycosylasparaginase deficiency

## Verbreitung
Die Häufigkeit wird mit 1 auf 18.500 Personen in Finnland angegeben, die Vererbung erfolgt autosomal-rezessiv.

## Ursache
Der Erkrankung liegen Mutationen im AGA-Gen auf Chromosom 4 Genort q34.3 zugrunde, welches für die N-Aspartylglukosaminidase (1-aspartamide-β-N-acetylglucosamine amidohydrolase) kodiert.
Durch den Enzymdefekt kommt es zu einer Einlagerung von Glykoasparagin (Speicherkrankheit) in allen Geweben mit verstärkter Ausscheidung im Urin.

## Klinische Erscheinungen
Klinische Kriterien sind:
- Unauffällige Entwicklung als Neugeborenes, Säugling und Kleinkind
- Erste Auffälligkeiten mit zwei bis drei Jahren, meist verzögerte Sprachentwicklung, Hyperkinese und Ungeschicklichkeit
- zunächst milde, dann sich verschlechternde geistige Behinderung bis zur Adoleszenz
- Später nahezu vollständiger Sprachverlust

Hinzu können Gesichtsdysmorphie, Kyphoskoliose, Hernien, Cutis laxa und vermehrte Luftwegsinfekte sowie eine verminderte Körpergröße kommen.
Hepatosplenomegalie, Krampfanfälle, Osteoporose, Hypermobilität wurden auch beschrieben.

## Diagnose
Im Röntgenbild finden sich  unregelmäßige Grund- und Deckplatten der Wirbelkörper sowie eine verdickte Schädelkalotte.
Im Urin vermehrt Aspartyglykosamin, die Aktivität des Enzyms Aspartylglucosaminhydrolase u. a. in Lymphozyten, Fibroblasten ist vermindert.
In der Magnetresonanztomographie werden Signalminderungen im Thalamus und Pulvinar, Signalanhebungen periventrikulär unmittelbar am Kortexband (juxtakortikal) sichtbar.

## Geschichte
Die Erstbeschreibung erfolgte im Jahre 1967 durch die englischen Ärzte F. A. Jenner und R. J. Pollitt.
Die Bezeichnung wurde im Jahre 1968 von derselben Arbeitsgruppe vorgeschlagen.

## Therapie
Das defekte Gen für das Enzym Aspartylglukosaminidase (AGA) liegt in den Lysosomen vor. Es ist an der Beseitigung überflüssig gewordener Eiweiße beteiligt. Ohne AGA häufen sich Eiweiße an, führen zur Fehlfunktion des Lysosoms und zum Tod der Zelle.
Die fehlende AGA-Aktivität lässt sich durch Chaperone teilweise beheben, die in defekten Proteinen die korrekte Faltung ermöglichen. Die Therapie ist experimentell, da die Chaperone bisher nur für andere Leiden zugelassen sind.